# Poa vvedenskyi
Poa vvedenskyi är en gräsart som beskrevs av Vasiliĭ Petrovich Drobow. Poa vvedenskyi ingår i släktet gröen, och familjen gräs. Inga underarter finns listade i Catalogue of Life.